# Geraldo Rocha
Antonio Geraldo Rocha Filho (Barra, 14 de julho de 1881 - 19 de junho de 1959) foi um empresário e jornalista brasileiro.

## Biografia
Era filho de Antonio Geraldo da Rocha e Custódia Mariani. Seu primo, Francisco Rocha, seria deputado federal pela Bahia. Seu sobrinho, Antônio Balbino, seria um dos mais influentes políticos baianos.  
Aos 7 anos, mudou-se com seu pai para Barreiras. 
Formou-se engenheiro pela Escola Politécnica da Bahia, e casou com uma francesa, Jane (Jeanne) Lavrille.
No início de sua carreira profissional, ajudou a construir a Estrada de Ferro Rio-Petrópolis, dirigida por Paulo de Frontin. Em Manaus, construiu o Mercado Itacoatiara e a Avenida 24 de Maio. Entre 1907 e 1912, trabalhou na construção da Estrada de Ferro Madeira-Mamoré, de Percival Farquhar, no atual estado de Rondônia, à época Território Federal do Guaporé. Em 1912, Geraldo volta ao Rio de Janeiro, e começa então a atuar como colaborador do jornal A Noite de Irineu Marinho.
Após a Revolta dos 18 do Forte de Copacabana, resolve viajar para a Europa. Suas operações comerciais anteriores "me haviam granjeado a admiração e estima do Conselho [do Brazil Railway], dando-me, outrossim, enorme prestigio nos meios financeiros europeus". Durante esta viagem, estabeleceu contatos com empresas inglesas, cujos interesses passou a representar no Brasil. Procurou o Contencioso de Paris para se familiarizar com o problema do algodão no Brasil, encontrando “dados tão minuciosos que nem o nosso Ministério da Agricultura possuía”. Também visitou as obras de irrigação no Egito e o Canal de Suez. No Egito, “entabolou” uma palestra sobre seu plano para o aproveitamento da Bacia do São Francisco.
De volta para o Brasil, conseguiu a aprovação do presidente Artur Bernardes para seus planos referentes ao aproveitamento do São Francisco. O empreendimento não foi em frente devido à Revolta Paulista de 1924 e às agitações que se seguiram, mas Rocha conseguiu projetar e construir uma usina hidrelétrica em Barreiras com um canal de 6 km, que inaugurou em 1928. 
Em 1925, Geraldo se tornou proprietário do A Noite. Enquanto o fundador, Irineu, estava de viagem na Europa com sua família, Geraldo liderou uma mudança no estatuto social do periódico. Em consequência, Irineu saiu da sociedade e fundou O Globo. Geraldo iniciou a construção de um edifício moderno para seu novo jornal.
Ao lado de seu primo e cunhado, o deputado federal Francisco Rocha, Geraldo articulou as forças que expulsaram a Coluna Prestes da Bahia em 1926. Dois anos depois, juntou-se aos irmãos e cunhados para fundar uma sociedade agrícola em Barreiras, "A Sertaneja".

### Era Vargas
Em 1930, apoiou a candidatura de Júlio Prestes. Com a revolução de 1930, foi destituído das representações inglesas que administrava e obrigado a hipotecar parte de seu patrimônio para fazer face aos compromissos assumidos, inclusive A Noite. Percival Farquhar assumiu, então, o controle do jornal.
Solidário a Artur Bernardes, Geraldo apoiou a revolução de 1932. Durante o Estado Novo, foi o homem de confiança de Getúlio Vargas na Bahia, por pouco não tendo controlado todo o estado.
Em 1940, publicou um famoso livro sobre o desenvolvimento do Vale do São Francisco. Na Comissão da Assembleia Constituinte de 1946, propôs ao governo seu projeto para a região, oferecendo suas próprias terras ao Governo Federal para o assentamento de 5 mil famílias em Barreiras. O projeto não foi executado, mas Geraldo mandou construiu uma barragem em Ouriçangas. Em 1948, foi o artífice da criação da Comissão do Vale do São Francisco, para a qual seu livro teve importância decisiva.

### Perón e o Pacto do ABC
Era o amigo mais próximo de Juan Domingo Perón no Brasil, considerando-o “a maior vocação de liderança política da América Latina”. Envolveu-se em grande polêmica quando Perón apresentou seu plano para estabelecer um pacto entre Brasil, Argentina e Chile, o Pacto do ABC. Ao lado do embaixador João Batista Luzardo e do líder do PTB João Goulart, Geraldo Rocha negociava extra-oficialmente com o ditador. Essa proposta foi duramente rejeitada por João Neves da Fontoura, ministro das Relações Exteriores. Perón ficou indignado. Vargas enviou Geraldo Rocha para esclarecer e apaziguar a situação.

## Obras publicadas
- Fim de uma civilização — comentário sobre a atualidade econômica (1935);
- Uma execução (1935);
- Na hora da borrasca não se muda o timoneiro!... (1937);
- O Rio de São Francisco — fator precípuo da existência do Brasil (1940).[9]